# Arquitectura responsiva
La arquitectura responsiva es un campo en evolución dentro de la práctica y la investigación arquitectónica. Se refiere a edificaciones que, mediante sensores, miden condiciones reales del entorno para adaptar su forma, estructura, color o comportamiento mediante actuadores.
Este enfoque busca perfeccionar y ampliar la disciplina arquitectónica al mejorar el rendimiento energético de los edificios mediante tecnologías reactivas (sensores, sistemas de control y actuadores), al tiempo que refleja las condiciones tecnológicas y culturales contemporáneas.
La arquitectura responsiva se distingue de otras formas de diseño interactivo por integrar tecnologías inteligentes directamente en los elementos estructurales del edificio. Por ejemplo, al incorporar estas tecnologías en los sistemas estructurales, los arquitectos pueden vincular directamente la forma del edificio con su entorno. Esto permite repensar tanto el diseño como la construcción del espacio, superando la simple aplicación de tecnologías inteligentes a conceptos arquitectónicos tradicionales.

## Historia
La arquitectura responsiva suele definirse como una clase de arquitectura capaz de modificar su forma para reflejar continuamente las condiciones ambientales circundantes.
El término fue introducido por Nicholas Negroponte a finales de los años 60, cuando se comenzaron a aplicar principios de la cibernética al diseño espacial. Negroponte propuso que la arquitectura adaptable sería el resultado natural de la integración del poder computacional en los espacios y estructuras construidas, generando edificaciones más racionales y eficientes. Además, amplió esta visión al incluir conceptos como reconocimiento, intención, variación contextual y significado, integrándolos en la arquitectura mediante computación ubicua. Este cruce de ideas duró cerca de ocho años y dio lugar a varias teorías relevantes, siendo sus contribuciones las más influyentes. Su trabajo impulsó la arquitectura hacia una dirección más técnica, funcional y actuada.
Desde entonces han surgido nuevas obras de arquitectura adaptable, muchas de ellas más centradas en lo estético que en lo funcional. Ejemplos destacados son: el Blur Building de Diller & Scofidio, Aegis Hyposurface de dECOi, y el Freshwater Pavilion del estudio NOX. Estas obras monitorean cambios en el entorno y responden modificando su forma. En el caso de Blur, una nube artificial reacciona al viento; en dECOi, una fachada programable permite la adaptabilidad; y en NOX, un entorno audiovisual interior reacciona dinámicamente.
Todas estas arquitecturas dependen de la capacidad computacional para unir modelos digitales programables con el mundo real y sus eventos.
Una revisión contemporánea sobre el uso de sistemas adaptables puede encontrarse en la conferencia inaugural de Tristan d’Estrée Sterk en ACADIA 2009, titulada Thoughts for Gen X — Speculating about the Rise of Continuous Measurement in Architecture.